# Loreto (Italië)
Loreto is een gemeente in de Italiaanse provincie Ancona (regio Marche) en telt 12.795 inwoners (31-3-2019). De oppervlakte bedraagt 17,7 km², de bevolkingsdichtheid is 660 inwoners per km².
De volgende frazioni maken deel uit van de gemeente: Archi, Costabianca, Grotte, Villa Musone.

## Bedevaartsoord
De stad is een bekend bedevaartsoord in de Katholieke Kerk. Volgens een vijftiende-eeuwse legende zou zich hier het huis bevinden waar Maria geboren werd en gewoond heeft. Het huis zou op het einde van de dertiende eeuw vanuit Nazareth hierheen getransporteerd zijn door engelen. Het huis staat nu in de bedevaartkerk Basilica della Casa Santa (voltooid in 1587). Waarschijnlijk is de legende ontstaan rond een kerkje toegewijd aan Onze-Lieve-Vrouw, dat reeds in de twaalfde eeuw in Loreto stond en een wonderdadig beeld van Maria bezat. Er zijn in heel Europa Loretokapellen gebouwd, kopieën van het Casa santa in Loreto; in Nederland ligt er bijvoorbeeld een in Thorn en Venlo, in België onder andere in Wezet.
De Kluis van Bolderberg en de kapel van de kluis van Hern (bij Tongeren) zijn ook door het huis van Maria geïnspireerd.

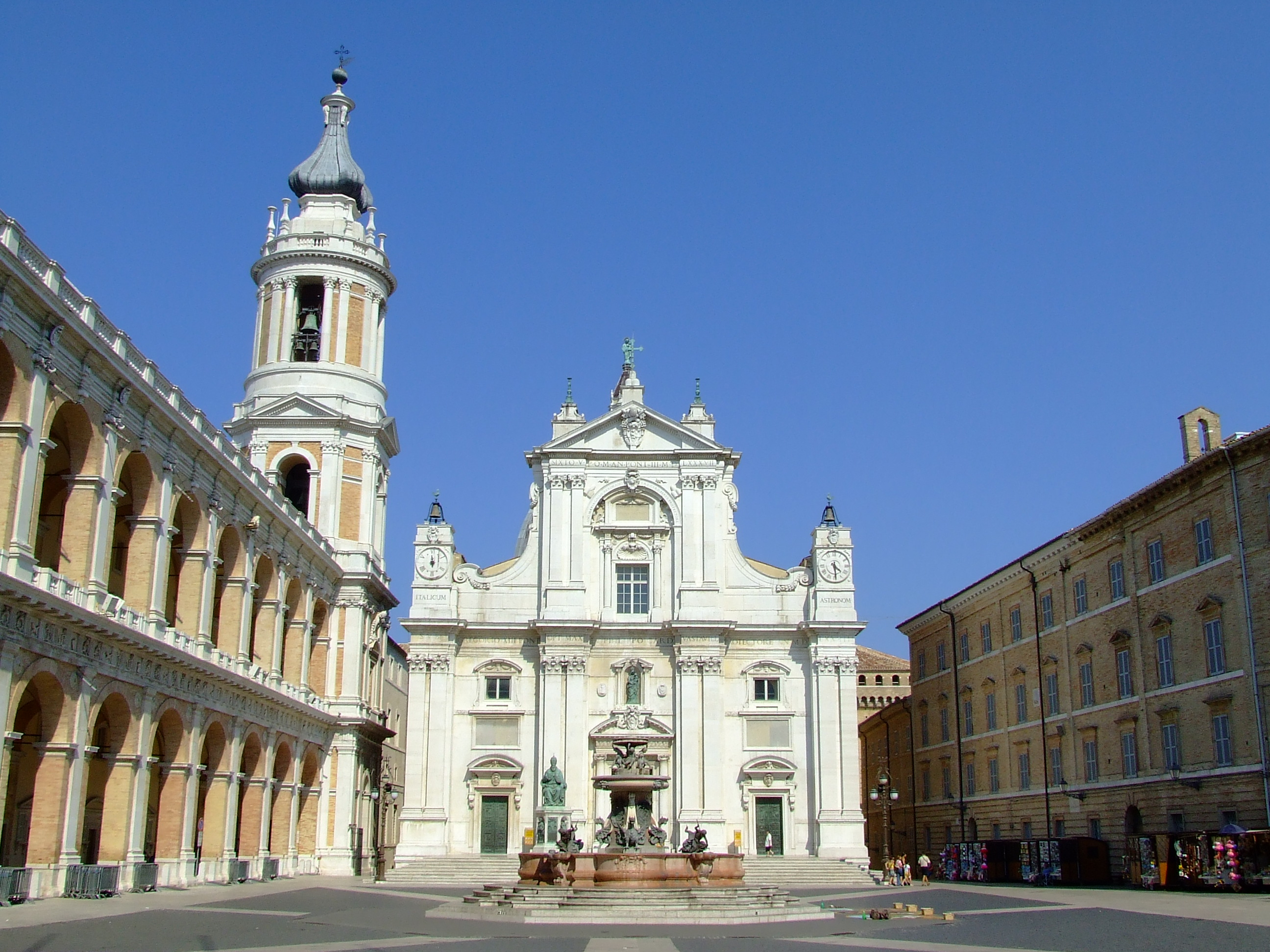
Basiliek van het Heilig Huis in Loreto
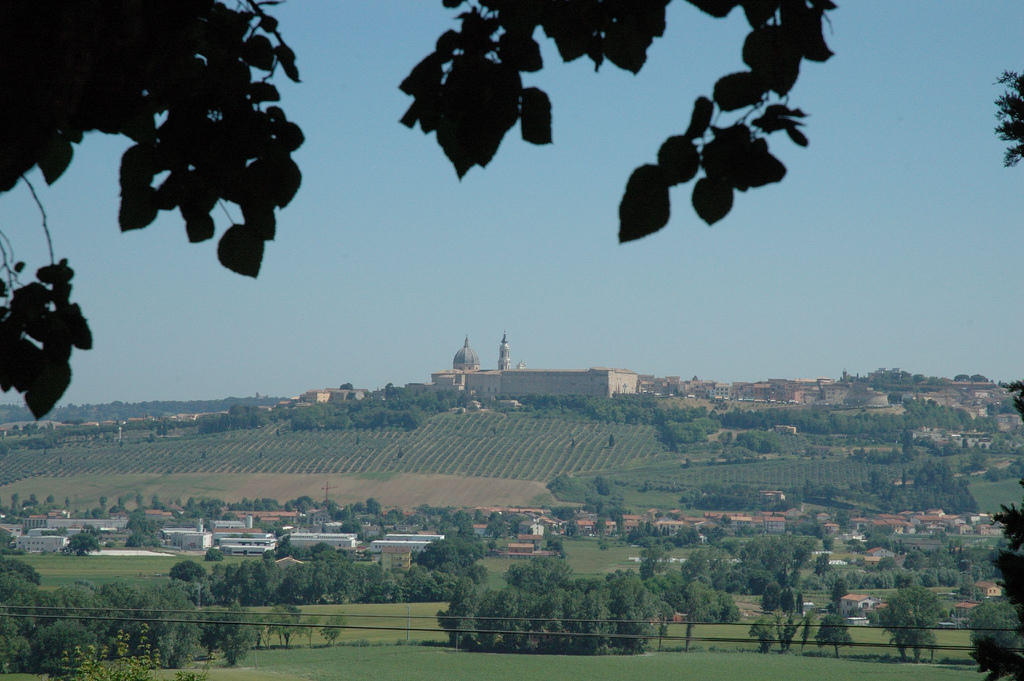
Uitzicht

## Demografie
Loreto telt ongeveer 4185 huishoudens. Het aantal inwoners steeg in de periode 1991-2001 met 4,6% volgens cijfers uit de tienjaarlijkse volkstellingen van ISTAT.
| Jaar | Inwoners |
| ---- | -------- |
| 1861 | 8.483    |
| 1871 | 8.333    |
| 1881 | 7.997    |
| 1901 | 8.033    |
| 1911 | 7.663    |
| 1921 | 6.959    |
| 1931 | 6.726    |

| Jaar | Inwoners |
| ---- | -------- |
| 1936 | 7.081    |
| 1951 | 8.097    |
| 1961 | 8.565    |
| 1971 | 9.626    |
| 1981 | 10.642   |
| 1991 | 10.780   |
| 2001 | 11.280   |

## Geografie
De gemeente ligt op ongeveer 125 m boven zeeniveau.
Loreto grenst aan de volgende gemeenten: Castelfidardo, Porto Recanati (MC), Recanati (MC).